# Fendt F 18
Der Fendt F 18 ist ein Dieselross-Traktor der Schlepper- und Maschinenfabrik Xaver Fendt & Co. aus Marktoberdorf, der zwischen 1937 und 1948 (mit kriegsbedingter Unterbrechung) produziert wurde. Im Jahr 1949 stellte Fendt auf der DLG-Schau in Hannover den F 18 H vor. Dieses Modell wurde aus dem F 18 entwickelt und erhielt einen anderen Motor, eine Motorabdeckung sowie eine elektrische Anlage. Bis zum Produktionsende im Jahr 1951 verkaufte Fendt 955 Exemplare vom F 18 H.

## Technische Daten

### F 18
Der Motor des F 18 ist ein Deutz-Verdampfermotor vom Typ MAH 716 mit einem Zylinder und 1808 cm³ Hubraum. Er erreicht eine Dauerleistung von 16 PS und eine Maximalleistung von 18 PS. Das Getriebe vom Typ K 30 stammt von ZF und hat vier Vorwärtsgänge sowie einen Rückwärtsgang. Im höchsten Gang erreicht der Traktor eine Höchstgeschwindigkeit von rund 15 km/h.
Er ist 2600 mm lang, 1500 mm breit und 1470 mm hoch. Das Gewicht liegt bei 1500 kg und die Spurweite beträgt vorne 1200 mm und hinten 1400 mm.
Vorne besitzt der F 18 eine pendelnd aufgehängte Achse an der die Spurweite durch Umstecken der Räder verändert werden kann. Zur Serienausstattung gehörte ein Seitenmähwerk, eine Riemenscheibe sowie eine Karbidbeleuchtung. Auf Wunsch konnte der Schlepper mit Greiferrädern, Moorverbreiterung, Beleuchtungsanlage von Bosch, Aufsattelvorrichtung, Doppelbereifung, Schutzdach und Zusatzgewichten bestellt werden.

### F 18 H
Der F 18 H hat einen Deutz-Verdampfermotor vom Typ MAH 916 mit einem Zylinder und 1809 cm³ Hubraum. Die Bohrung beträgt 120 mm und der Hub 160 mm. Der Motor leistet 18 PS bei 1400 min−1. Das ZF-Getriebe vom Typ K 30 BO hat vier Vorwärtsgänge und einen Rückwärtsgang. Im höchsten Gang kann der F 18 H mit bis zu 18 km/h gefahren werden.
Die Länge beträgt 2750 mm, die Breite 1500 mm und die Höhe 1470 mm. Er wiegt 1485 kg und die Spurweite misst vorne und hinten 1200 mm.
Wie auch der F 18 hat der F 18 H eine pendelnd aufgehängte Vorderachse und ein Seitenmähwerk. Serienmäßig war zudem die Riemenscheibe, eine handbetätigte Differenzialsperre und eine elektrische Beleuchtung. Gegen Aufpreis war der Traktor auch mit Getriebzapfwelle und Allwetterverdeck erhältlich.